# Mex
A Mex magyar hard rock/heavy metal zenekar.

## Története
Vertig József énekes 1989-ben kiszállt a Griff együttesből. Megkereste Závodi Gábort, és elhatározták, hogy új együttest alapítanak Excalibur néven. Elkezdték a dalok felvételét, azonban időközben Vertig autóbalesetben elhunyt. A tagok azonban folytatták a felvételt. Kiadtak egy demót, azonban ez sosem jelent meg, mert a kiadó, amellyel szerződést kötöttek, csődbe ment. Nem sokkal később Mex-re változtatták a nevüket. A Proton Hanglemezkiadó 1991-ben megjelentette első albumukat Senki és semmi címmel. 1993-ban jelent meg második lemezük, az Őrülj +!. Ezen a lemezen dobgépek és hosszú gitárriffek hallhatóak. Ezt követően szerződést kötöttek a Sony Music kiadóval, 1994-es Bumm! Nesze neked! című lemezüket már ők adták ki. A zenekarhoz ekkor csatlakozott Kovács Barnabás basszusgitáros és Schvéger Zoltán dobos. Schvéger belépésével felhagytak a dobgépek használatával. 1995-ben kiadtak egy EP-t Remex címmel, és a Botrány! című nagylemezt. 1999-ben megjelent a Pszicho-pata című lemezük. Utolsó albumuk a 2002-ben kiadott Virtuál című lemez volt. Ezután nem adtak ki albumokat, és hobbizenekarrá változtak.

## Diszkográfia
- Senki és semmi (1991)
- Őrülj +! (1993)
- Bumm! Nesze neked! (1994)
- Remex (1995)
- Botrány! (1995)
- Pszicho-pata (1999)
- Virtuál (2002)

## Tagok
- Kovács Barnabás – basszusgitár
- Madarász Gábor – gitár
- Schvéger Zoltán – dob
- Závodi Gábor – ének

### Korábbi tagok
- Balogh Mihály – gitár
- Kisvári Ferenc – ütős hangszerek
- Vertig József – ének
- Zsoldos Tamás – basszusgitár

## Fordítás
Ez a szócikk részben vagy egészben  a   MEX (zespół muzyczny) című lengyel Wikipédia-szócikk fordításán alapul.  Az eredeti cikk szerkesztőit annak laptörténete sorolja fel. Ez a jelzés csupán a megfogalmazás eredetét és a szerzői jogokat jelzi, nem szolgál a cikkben szereplő információk forrásmegjelöléseként.